# Мио-инозитол
Мио-инозитол (i-инозит; мезо-инозит; мио-инозит; 1,2,3,5-цис-4,6-циклогексангексол; дамбоза) — один из 9 стереоизомеров шестиатомного спирта инозитола. Мио-инозитол и его производные выступают в качестве важных передатчиков сигнала во внутриклеточных сигнальных каскадах в форме различных инозитолфосфатов и фосфатидилинозитоловых липидов, участвуя в регуляции уровней внутриклеточного кальция, передаче сигнала от рецептора инсулина, расщеплении жиров и снижении уровня холестерина в крови, модуляции активности нейротрансмиттеров.

## Содержание в продуктах питания
Мио-инозитол или его фосфат-производные содержатся во фруктах (особенно в дынях и апельсинах), также встречается в бобовых, зернах, орехах.
В растениях, мио-инозитол встречается в основном в форме гексафосфата мио-инозитола (т. н. фитиновой кислоты) и её солей, фитатов, которые служат источником фосфатов для прорастающего семени. Фитиновая кислота плохо усваивается организмом человека. Кроме того, фитаты также хелатируют многие эссенциальные минералы (кальций, магний, железо, цинк), существенно снижая их биоусвояемость и внося вклад в формирование дефицитов минералов и нарушений электролитного баланса организма.
Мио-инозитол представлен в значительном количестве продуктов питания. Однако в таблицах, описывающих содержание мио-инозитола в различных продуктах, не всегда делается различие между физиологически активной формой (то есть самим мио-инозитолом) и низкоактивной формой — фитиновой кислотой. Наиболее высокое содержание всех форм мио-инозитола установлено в проростках пшеницы (700 мг/100г), рисовых отрубях (460 мг/100 г), свежем зелёном горохе (240 мг/100г) и апельсинах (210мг/100г).

## Содержание в различных препаратах
«Иноферт» (1000 мг/саше), «Миофертал» (1000 мг/пакетик-стик), «Фертина» (1000 мг/саше) и «Миофолик» (2000 мг/саше). Мио-инозитол включен в состав ряда витаминно-минеральных комплексов: «Актиферт-Андро» для повышения мужской фертильности, «Витрум Бьюти» (20 мг/таб), «Лэдис — формула для кожи, волос и ногтей» (10 мг/таб). Мио-инозитол и D-хиро-инозитол в физиологическом соотношении 40:1  входит в состав витаминно-минеральных комплексов: Актиферт-Гино Форте в комбинации с цитопротекторами и антиоксидантами (1100 мг мио-инозитола / 27,5 мг D-хиро-инозитола в 1 шипучей таблетке), Дифертона (550 мг мио-инозитола и 13,7 мг D-хиро-инозитола в 1 капсуле)
Рекомендуемые уровни суточного потребления миоинозитола составляют для взрослых — 500 мг/сутки; для детей 4—6 лет — 80—100 мг/сутки; для детей 7—18 лет от 200 до 500 мг/сутки. Верхний уровень потребления не установлен. В клинической практике используются дозы 2000—4000 мг/сут (при синдроме поликистозных яичников и подготовке к ЭКО) и даже 12000 мг/сут (в психиатрической практике, см. далее).

## Краткая история исследования мио-инозитола
- 1848 — немецкий химик Ю. Либих выделил из проростков пшеницы и назвал его миоинозитолом.
- 1902 — миоинозитол вошёл в классификацию витаминов как витамин В8 или «витамин юности».
- 1941 — Гэвин и МакГенри установили липотропное действие инозитола.[15]
- 1986 — Рапейко с соавт. обнаружили у миоинозитола способность нормализовать уровни холестерина.[4]
- 2011 — Кондорелли с соавт. обнаружили, что миоинозитол регулирует осмолярность и объём семенной плазмы, экспрессию белков, необходимых для эмбриогенетического развития и подвижность сперматозодидов, эффективен при мужском бесплодии.[16]
- 2013 — Биоинформационный анализ протеома человека позволил систематизировать данные по всем известным инозитол-зависимым белкам и их роли в физиологии человека[17].

## Биоинформационный и системно-биологический анализ
Десятки разновидностей рецепторов (например, метаботропные глутаматные, гистаминовые, ГАМК и т. д.), которые расположены на клеточной мембране, будучи активированы, задействуют специальные сигнальные белки (как правило, ферменты — киназы (в том числе фосфоинозитид-3-киназы PI3K, фосфолипазы и др.), приводящие к секреции кальция из эндоплазматического ретикулума клетки в цитозоль. Кальций, диацилглицерол, цАМФ и различные фосфат-производные миоинозитола (фосфатидилинозитол и другие) являются эссенциальными «вторичными сигналами» («secondary messenger»), участвующими в регуляции каскадных механизмов, осуществляющих биологические роли соответствующих рецепторов.
К настоящему времени известны десятки белков, участвующих во внутриклеточных сигнальных каскадах от рецепторов с участием кальция и производных миоинозитола. Поиски в базе данных публикаций Medline и в других базах данных позволили установить и систематически описать все эти белки. Так, было установлено существование 233 белков, так или иначе принимающих участие в передаче внутриклеточных сигналов посредством производных миоинозитола. Для большей части этих белков биологические роли недостаточно изучены. Тем не менее, в ходе дальнейшего анализа удалось выделить около 120 инозитолфосфат-зависимых белков, для которых имеется достоверная информация об их специфическом участии в различных физиологических процессах. Суммарная информация о физиологических ролях этих сигнальных белков представлена на рисунке.
Результаты системно-биологического анализа белков протеома человека анализа подтверждаются экспериментальными и клиническими исследованиями. Миоинозитол действительно участвует в поддержке жизнедеятельности сердечно-сосудистой системы, иммунитета (снижение аутоиммунных воспалительных реакций). Не менее важны роли миоинозитола в ЦНС (регулировка уровней нейронально-глиального метаболита миоинозитола нарушена в случае когнитивных расстройств, депрессии и диабета), метаболизме сахаров (прежде всего, в сигнальном каскаде инсулина) и в функционировании почек и печени. Взаимодействия производных инозитола во взаимодействии со специфическими белками, участвующими в функционировании репродуктивной системы соответствует известному акушерско-гинекологическому применению препаратов миоинозитола в терапии заболевания, известного как синдром поликистозных яичников (СПКЯ).

## Клинические исследования

### Миоинозитол и диабет
Являясь т. н. «вторичным сигналом», фосфат-производные миоинозитола, совместно с ионами кальция и магния, осуществляют передачу сигнала от инсулинового рецептора внутрь клеток различных тканей . Эти внутриклеточные процессы приводят к повышению экспрессии транспортёра глюкозы, инициируют процессы адсорбции рецептора инсулина, стимулируют переработку углеводов и жиров для поддержания энергетического метаболизма клетки и необходимы для снижения риска инсулинрезистентности, диабета, избыточного веса и ожирения.
В исследовании группы 101 диабетика и 212 здоровых добровольцев, уровни миоинозитола в моче у пациентов с диабетом были значительно выше (37±37 нг/л), чем в контрольной группе (8±13 нг/л, р<0,001). Средняя аккуратность распознавания пациентов с диабетом по произведению уровней миоинозитола на уровни D-хироинозитола в моче составила 84 % (доверительный интервал 79—89 %, р<0,001).
Эффекты приёма добавок миоинозитола на инсулинрезистентность у пациенток с гестационным диабетом исследовались в группе 69 пациенток. Группа была рандомизирована на получение миоинозитола (4000 мг/сут) и фолиевой кислоты (400 мкг/сут) или только фолиевой кислоты (контроль). Прием миоинозитола приводил к снижению уровней глюкозы натощак и инсулина, так что оценка по модели гомеостаза резистентности к инсулину достоверно снизилась у 50 % участниц в основной группе и только у 29 % в контрольной (р=0,0001). Миоинозитол также способствовал повышению уровней адипонектина (р = 0,009).

### Миоинозитол и функция ЦНС
Миоинозитол необходим для поддержки нейрональной функции, включая синаптическую передачу и осуществление физиологических эффектов таких нейротрансмиттеров как серотонин, дофамин, ГАМК, нейромедин. Производные миоинозитола также обеспечивают энергетический метаболизм в ЦНС (через участие в каскаде рецептора инсулина) и вовлечены в защиту нейронов от клеточного стресса.
Исследование пациентов с умеренными когнитивными нарушениями методом МР-спектроскопии (1Н MRS), позволяющим оценивать уровни таких молекул как N-ацетиласпартат, холин, миоинозитол, глутамин в ткани головного мозга пациентов указало на значимые различия (р <0,05) в значении отношения миоинозитол/вода в левой лобной доле при когнитивных нарушениях при сравнении данными для здоровых участников.
Воздействие миоинозитола на метаболизм и биологическую активность возбуждающих и тормозящих нейротрансмиттеров позволяет предположить, что миоинозитол может быть полезным для пациенты с нейрохимическими нарушениями (как правило, это психиатрические пациенты). Предварительные результаты исследований показали, высокие дозы очищенного миоинозитола могут помогать пациентам, страдающих от таких проблем булимия, паническое расстройство, обсессивно-компульсивное расстройство, агорафобия, однополярная и биполярная депрессия. Например, в двойном слепом исследовании 13 пациентов, миоинозитол (18 г/сут) уменьшал симптомы обсессивно-компульсивного расстройства с эффективностью повсеместно используемых но более опасных средств СИОЗС (селективные ингибиторы обратного захвата серотонина), причём при практически полном отсутствии побочных эффектов. В другом двойном слепом контролируемом исследовании, миоинозитол (18 г/сут) показал лучшую эффективность чем флувоксамин (с точки зрения снижения количества приступов паники и других побочных эффектов). Применение 12 г/сут миоинозитола в двойном слепом, плацебо-контролируемом исследовании пациентов с депрессией привело к значительному улучшению симптомов, без негативных изменений в печени, почках, или гематологических функциях.

### Миоинозитол и поддержка функции яичников
Специфические воздействия миоинозитола на репродуктивную функцию связаны с участием производных миоинозитола в сигнальных каскадах белковых рецепторов гонадолиберина (гонадотропин-высвобождающий гормон, ГНВГ), лютеинизирующего гормона (ЛГ) и фолликуло-стимулирующего гормона (ФСГ). Непосредственное участие миоинозитола в процессах гормональной регуляции менструального цикла обуславливает успешное применение миоинозитола у пациенток с ановуляторным циклом. Если проследить ряд исследований с использованием разных доз миоинозитола, то наблюдается тенденция дозозависимости и долговременности курсового приема. Например, прием миоинозитола в количестве 2 г/сут за 24 нед. приема позволяет снизить ановуляторные циклы в 4 раза, а прием в дозе 4 г/сут — за 3—4 недели.
Участие миоинозитола в передаче сигнала от рецептора инсулина и осуществлении эффектов ГНВГ, ЛГ, ФСГ обеспечивает более полное вызревание ооцитов при приеме миоинозитола. Проспективное, контролируемое, рандомизированное исследование показало, что миоинозитол улучшает функциональное состояние ооцитов у пациентов с СПКЯ, прошедших циклы интрацитоплазматических инъекций сперматозоидов (ИКСИ).

### Миоинозитол в подготовке к экстракорпоральному оплодотворению (ЭКО)
Экстракорпоральное оплодотворение — вспомогательная репродуктивная технология, используемая в случае бесплодия. Во время ЭКО яйцеклетку извлекают из организма женщины и оплодотворяют искусственно, «in vitro» (условно, «в пробирке»), полученный эмбрион содержат в условиях инкубатора, где он развивается в течение 2—5 дней, после чего эмбрион переносят в полость матки для дальнейшего развития. Использование миоинозитола в программах подготовки к ЭКО повышает зрелость ооцитов, позволяет снизить гормональную нагрузку и повысить эффективность процедуры. Использование при проведении ЭКО миоинозитола в сочетании с D-хироинозитолом в физиологическом соотношении (1,1 г/сут миоинозитола, 27 мг/сут D-хироинозитола) приводило к улучшению качества ооцитов и эмбрионов по сравнению с приемом только 500 мг D-хироинозитола.
Добавление миоинозитола к фолиевой кислоте у пациенток без СПКЯ, проходящих циклы стимуляции фолликул для ЭКО, позволяет уменьшить число используемых зрелых ооцитов и сократить дозировку рФСГ без уменьшения числа клинических беременностей. В группе женщин (n=100) в возрасте <40 лет без СПКЯ и с базальным уровнем ФСГ<10 МЕ/мл, пациентки получали рФСГ (150 МЕ) в течение 6 дней. За 3 месяца до начала процедур ЭКО, группа была рандомизирована на получение миоинозитола и фолиевой кислоты (n=50) или только фолиевой кислоты (n=50). Использование миоинозитола позволило снизить общее количество гонадотропина, число использованных ооцитов, увеличить число случаев успешной имплантации ооцитов.
Миоинозитол также оказывает воздействие на функционирование сперматозоидов, регулируя осмолярность и объём семенной плазмы, экспрессию белков, необходимых для эмбриогенетического развития и подвижность сперматозодидов. Достаточные концентрации миоинозитола в питательной среде культуры клеток значительно увеличивает процент подвижных сперматозоидов как у здоровых контролей, так и у пациентов с олиго-астено-тератозооспермией. Улучшение подвижности в последней группе было связано, в частности, со значительным увеличением доли сперматозоидов с высоким митохондриальным мембранным потенциалом.

### Миоинозитол в терапии СПКЯ
Миоинозитол и его производные необходимы для осуществления эффектов гонадотропина, лютеинизирующего и фолликул-стимулирующего гормонов, тем самым оказывая пространное влияние на функционирование репродуктивной системы и фертильность (инвазия трофобласта при закреплении бластоцисты, функции яичников, ооцитов, плаценты). Синдром поликистозных яичников (СПКЯ) является основной причиной бесплодия вследствие метаболических, гормональных дисфункций и яичников. У пациенток, СПКЯ часто коморбиден с инсулинорезистентностью и с компенсаторной гиперинсулинемией. Комбинированная терапия СПКЯ с включением миоинозитола снижает риск нарушения обмена веществ при СПКЯ у пациенток с избыточной массой тела, проявляя благотворное влияние на уровне метаболизма, состояния гормональной регуляции и функции яичников. Эффекты миоинозитола у женщин с СПКЯ были изучены в систематическом анализе рандомизированных контролируемых исследований. В целом, результаты анализа позволяют рекомендовать использование миоинозитола для улучшения функции яичников, а также метаболических и гормональных показателей у пациенток с СПКЯ.
Обсервационное исследование (Pedro-Antonio Regidor, Adolf Eduard Schindler) мио-инозитола, как безопасного и альтернативного подхода при лечении бесплодия у женщин с СПКЯ показало, что использование 2×2000 мг мио-инозитола + 2×200 мкг фолиевой кислоты в день (которые содержатся в двух саше «Миофолик») является безопасным и многообещающим инструментом для эффективного улучшения симптомов бесплодия у пациенток с синдромом поликистозных яичников (СПКЯ).
Рандомизированное, двойное слепое, плацебо-контролируемое исследование эффектов миоинозитола в группе 92 женщин с СПКЯ указало на достоверное улучшение функций яичников. Пациентки контрольной группы (n=47) получали 400 мкг фолиевой кислоты в качестве плацебо, а пациентки основной группы (n=45) миоинозитол плюс фолиевую кислоту (4 г/сут миоинозитола, 400 мкг/сут фолиевой кислоты, в виде препарата «Иноферт», 1000 мг/саше). Уровни эстрадиола достоверно были выше в основной группе начиная уже с первой недели лечения. Прием миоинозитола способствовал увеличению уровней липопротеинов высокой плотности. В основной группе частота овулирущих пациенток была выше (25 %, плацебо — 15 %), а время до первой овуляции существенно короче (25 сут, 95 % ДИ 18—31; плацебо — 41 сут, 95 % ДИ 27—54, Р<0,05). Существенного улучшения не было отмечено у пациенток с тяжёлой формой ожирения (ИМТ>37).

### Снижение избыточной секреции андрогенов, гирсутизма и акне
Характерная для СПКЯ гиперинсулинемия способствует нарушениям метаболизма андрогенов, что проявляется как гирсутизм, акне и андрогенное ожирение. Взаимосвязь между нарушением прохождения сигнала по каскаду инсулинового рецептора с андрогенными нарушениями при СПКЯ подтверждена в клинических исследованиях: у пациенток с СПКЯ отмечены характерные изменения уровней сигнальных белков, называемых «субстраты инсулинового рецептора» 1-го, 2-го и 4-го типов (IRS-1/2) в текальных клетках яичников, которые могут играть важную роль в гиперандрогенизме яичников и текальной гиперплазии. Увеличение уровней фермента синтеза тестостерона 17-альфа-гидроксилазы при стимуляции текальных клеток яичников инсулином опосредовано сигнальным белком каскада инсулинового рецептора фосфатидилинозитол-3-киназой (PI3K).
Миоинозитол может использоваться для устранения андрогеновых нарушений. Например, 50 пациенток с СПКЯ получали 4 г/сут миоинозитола в течение 6 месяцев. Через 3 месяца приема миоинозитола уровни ЛГ, тестостерона, свободного тестостерона, инсулина в плазме существенно снизились. Гирсутизм и акне достоверно уменьшились после 6 месяцев терапии. Изучение эффектов миоинозитола (4 г/сут, 12—16 нед.) в двойном слепом плацебо-контролируемом исследовании 42 пациенток с СПКЯ приводила к достоверным снижениям уровней тестостерона, триглицеридов, инсулина и способствовала нормализации АД и восстановлению овуляции. Уровень общего тестостерона снизился от 99±7 до 35±4 нг/дл (группа плацебо, от 116±15 до 109±8 нг/дл, p=0,003), свободного тестостерона сыворотки — от 0,85±0,1 до 0,24±0,33 нг/дл (группа плацебо: от 0,89±0,12 до 0,85±0,13 нг/дл, p=0,01).

### Миоинозитол и пороки развития
Дефициты миоинозитола и цинка являются факторами риска для формирования расщелины губы и/или «волчьей пасти». Наблюдения за 84 беременными, родивших детей с такими дефектами, и 102 беременными, родивших здоровых детей показали, что риск пороков развития был достоверно связан с более низкими уровнями цинка в эритроцитах у детей (р=0,003) и у их матерей (р=0,02). Низкие уровни миоинозитола сыворотки (<13,5 мкмоль/л) у матери соответствовали увеличению риска пороков развития в 3 раза (95 % ДИ 1,2—7,4). Низкий уровень миоинозитола сыворотки у детей (<21,5 мкмоль/л) соответствовал повышению риска пороков развития в 3,4 раза (95 % ДИ 1,3—8,6); низкие уровни цинка в эритроцита (<118 мкмоль/л) — повышению риска в 3,3 раза (95 % ДИ 1,3—8,0). Была установлена достоверная корреляция между уровнями миоинозитола у матери и у ребёнка (коэффициент корреляции 0,33, р=0,0006).
Дефицит миоинозитол был ассоциирован с повышенным риском расщелин позвоночника при наблюдении 63 матерей и 70 детей с расщелиной позвоночника в сравнении с контрольной группой (102 матери, 85 детей). Уровни миоинозитола в сыворотке матерей были на 5 % (95 % ДИ 1—11 %) меньше у матерей в основной группе. Квартиль самых низких концентраций миоинозитола соответствовал повышению риска расщеплен позвоночника в 2,6 раза (95 % ДИ 1,1—6,0). В группе детей с ДНТ, уровни миоинозитола сыворотки были, в среднем, на 7 % ниже (95 % ДИ 0—14 %).
У беременных с нарушениями метаболизма глюкозы и инсулинрезистентностью дети с пороками развития рождаются чаще. Роль миоинозитола в профилактике пороков развития связанных с нарушениями обмена углеводов трудно переоценить: производные миоинозитола участвуют в процессах передачи сигнала от инсулинового рецептора (см. также выше). Низкие концентрации миоинозитола в ткани эмбриона на этапе органогенеза играют важную роль в индуцированнии эмбриопатий, вызываемых гипергликемией.
Прием миоинозитола профилактирует риск возникновения гестационного диабета (ГД) даже у женщин с семейной историей диабета 2-го типа. Например, в проспективном, рандомизированном, плацебо-контролируемом исследовании одна группа пациенток получала 4 г/сут миоинозитола и 400 мкг/сут фолиевой кислоты разделённые на приема (n=110), начиная с конца первого триместра. Участницы в группе плацебо (n=110) получали только 400 мкг/сут фолиевой кислоты. Заболеваемость ГД была значительно ниже при приеме миоинозитола — 6 %, контроль — 15,3 % (отношение шансов 0,35, р=0,04). При приеме миоинозитола также было отмечено статистически значимое снижение частоты макросомии (масса плода > 4000 г) и снижение средней массы плода в сторону середины интервала нормы.